# Chitonochilus
Chitonochilus is een klein monotypisch geslacht (met slechts één soort) orchideeën uit de onderfamilie Epidendroideae.
De enige soort, Chitonochilus papuanum, is een epifytische orchidee uit de montane regenwouden van het Torricelligebergte in Papoea-Nieuw-Guinea (provincie Sandaun).

## Naamgeving en etymologie
De botanische naam Chitonochilus is een samenstelling van Oudgrieks χιτών, chitōn (tuniek) en χεῖλος, cheilos (lip), naar de vorm en structuur van de bloemlip.

## Kenmerken
Chitonochilus-soorten zijn kleine epifytische planten. Ze lijken in veel opzichten op de soorten van het geslacht Agrostophyllum, en onderscheiden zich vooral door de holle bloemlip en het lange, slanke gynostemium zonder voet.

## Habitaten verspreiding
Chitonochilus-soorten groeien op bomen de nevelwouden van het Torricelligebergte in  Papoea-Nieuw-Guinea.

## Taxonomie
Het geslacht is monotypisch, telt dus slechts één soort, die door sommige botanici zelfs als een synoniem van Agrostophyllum neoguinense wordt beschouwd.

### Soortenlijst
- Chitonochilus papuanum Schltr. (1905)